# Marcial González
Marcial González Ibieta (Melipilla, 15 de junio de 1819-Viña del Mar, 23 de diciembre de 1887) fue un abogado y político chileno
Hijo de don Juan Antonio González Palma y de Mercedes Ibieta Benavente. Se casó con María Mercedes Izquierdo Urmeneta, con quien tuvo tres hijos.
Estudió en el Instituto Nacional y a continuación Leyes, en el mismo Instituto. Juró como abogado el 20 de agosto de 1839. Fue abogado, escritor y periodista; impulsor del movimiento literario de 1842; contribuyó a la fundación del periódico literario "El Semanario de Santiago".
En 1849 formó parte de la redacción del periódico "El Siglo", y ese mismo año fue elegido diputado por Talca representando al Partido Liberal. Combatió la candidatura de Manuel Montt en 1850, y tras el triunfo de este, marchó al exilio voluntario en Lima, Perú.
De regreso a Chile en 1855, volvió a ser diputado por Talca. Ejerció su profesión y colaboró con la prensa en el diario "La Semana" de la familia Arteaga Alemparte. Participó de la fundación de la Sociedad de Instrucción Primaria y fue consejero de Estado.
Diputado por Coelemu y Talcahuano en 1864, reelegido por Concepción-Talcahuano en 1867. Vicepresidente de la Cámara de Diputados de octubre de 1869 a junio de 1870. Elegido diputado por Valparaíso en 1870, reelegido en 1873. En este período integró las Comisiones permanentes de Hacienda e Industria y de Educación y Beneficencia.
Senador de la República, por Valparaíso en 1876-1888. Vicepresidente del Senado entre octubre de 1884 y noviembre de 1885.